# Brian Scalco
Brian Scalco (Bahía Blanca, Buenos Aires, Argentina; 18 de mayo de 1989) es un futbolista argentino que juega en la posición de mediocampista y actualmente es jugador del Club Atlético Huracán (Ingeniero White) del Torneo Federal B.
Debutó con la camiseta de Olimpo en la Primera B nacional en el año 2009-2010.
Tuvo pasos por Villa Mitre, Racing de Trelew y Sansinena.
Con Sansinena Consiguió dos ascensos, uno al federal B y en la siguiente temporada al Federal A, además en ese transcurso le convirtió un gol a Newell's por los 32avos de la Copa Argentina, encuentro que terminó 5 a 2 a favor de los Rosarinos.
En 2017 consigue el ascenso al Torneo Federal B con el Club Atlético Huracán (Ingeniero White) y en el Torneo Federal B convierte 2 goles en el debut del equipo en el torneo, derrotando 4-0 a Bella Vista (Bahía Blanca).

## Clubes
| Club                                    | País      | Año       |
| --------------------------------------- | --------- | --------- |
| Club Olimpo                             | Argentina | 2009-2010 |
| Club Villa Mitre                        | Argentina | 2011-2013 |
| Racing Club (Trelew)                    | Argentina | 2013-2014 |
| Sansinena                               | Argentina | 2015-2016 |
| Club Atlético Huracán (Ingeniero White) | Argentina | 2017-     |

## Palmarés
| Título             | Club                                    | País      | Año  |
| ------------------ | --------------------------------------- | --------- | ---- |
| Primera B Nacional | Olimpo de Bahía Blanca                  | Argentina | 2010 |
| Torneo Federal C   | Sansinena                               | Argentina | 2015 |
| Torneo Federal B   | Sansinena                               | Argentina | 2016 |
| Torneo Federal C   | Club Atlético Huracán (Ingeniero White) | Argentina | 2017 |